# Mahau Suguimati
Mahau Camargo Suguimati (São Miguel do Araguaia, 13 de novembro de 1984) é um atleta brasileiro, especialista na prova dos 400 metros com barreiras. Aos 8 anos, mudou-se para o Japão com toda a família, e lá iniciou os estudos em escolas públicas japonesas. Foi primeiramente alfabetizado em japonês e, em casa, aprendeu o português com a família.
Na escola japonesa experimentou várias modalidades esportivas, mas foi apresentado ao atletismo pelo irmão mais velho. Passou a se dedicar ao salto em altura, entretanto, devido a uma lesão, acabou sendo aconselhado, aos 19 anos, a trocar de prova, dando início aos 400 metros com barreiras.  
Em 2007, disputou o Troféu Brasil de Atletismo pela 1ª vez, representando a equipe de Paranavaí, ficando em 2º lugar, com o tempo de 49 segundos e 30 centésimos. 
Atualmente vive no Japão (Saitama) e trabalha como professor em uma escola de cursos profissionalizantes, ligado a esportes (Wellness Sports). É casado com Iori e tem dois filhos: Sena e Ryo. 

## Carreira
Campeonatos Sul-americanos: 4º lugar em 2009, 2º em 2011 e 1º em 2013. 
Campeonatos Ibero-americanos: 3º lugar em 2010 e 2014 (São Paulo).
Campeonatos Pan-americanos: finalista em 2007 (7º lugar), 2011 (5º) e 2015 (8º).
Campeonatos Mundiais: qualificação em 2009 (Berlim) e semifinalista em 2011 (Daegu) e 2013 (Moscou).
Jogos Olímpicos: semifinalista em 2008 (Pequim) e 2016 (Rio de Janeiro).
Em 2012, alcançou o índice mínimo de classificação da IAAF (International Association of Athletics Federations, em inglês), mas não participou dos Jogos Olímpicos pois a Confederação Brasileira de Atletismo (CBAt) havia estipulado outro índice.